# Crassula longipes
Crassula longipes là một loài thực vật có hoa trong họ Crassulaceae. Loài này được (Rose) M.Bywater & Wickens miêu tả khoa học đầu tiên năm 1984.